# Fahrzeuginterieur

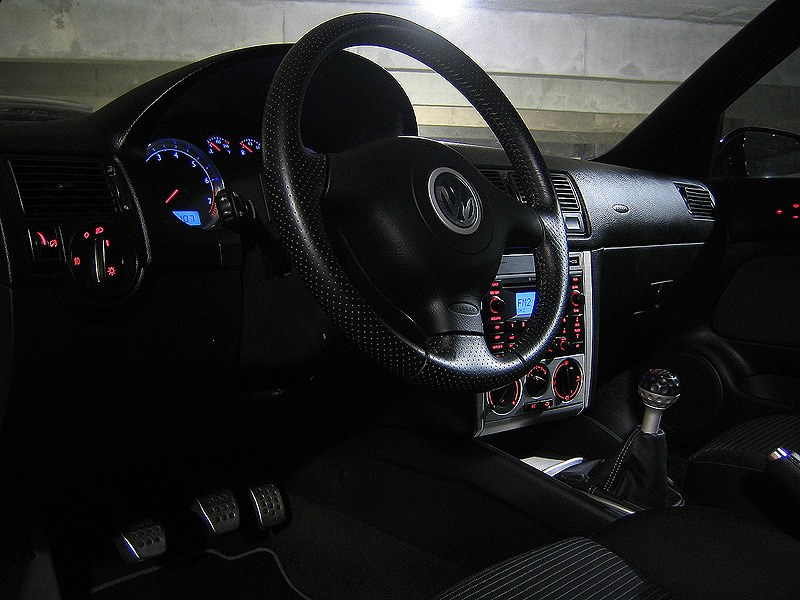
Armaturenbrett und Lenkrad

Als Innenausstattung (Interieur) bezeichnet alle wahrnehmbaren innen liegenden Elemente, den Innenraum, das Innere oder die innere Erscheinung eines Fahrzeugs. Das Wort ist gleichbedeutend zu ''intérieur'' in der französischen Sprache. 

## Komponenten
Dazu zählen unter anderem:
- Vordersitz und Hintersitzanlage mit Bedienelementen
- Türverkleidung/en mit Bedienelementen
- die Auskleidung der Seiten- und Rück-Verkleidungen allgemein (z. B. an den Fahrzeugsäulen)
- Instrumententafel mit allen Einbauten (Radio, Klimaanlage, Navigationsgerät, Instrumentenkombi, Luftausströmer, Airbag etc.)
- Himmel inklusive Sonnenblenden
- Teppiche und Matten
- Mittelkonsole mit allen Einbauten (Handbremse, Staufächer etc.)
- Hutablage
- Sonnenrollos
- Lenkrad
- Innenspiegel

Die Scheiben und Türscharniere hingegen werden dem Exterieur des Fahrzeuges zugerechnet. Eventuell vorhandene Laderaumabdeckungen bei Kombis werden im Allgemeinen mit den Verkleidungs- und Einbauteilen des Kofferraumes als Kofferraum oder Gepäckraum zusammengefasst.

## Gestaltung des Innenraums
Zusätzlich zum Design der Karosserie, dessen Erscheinung als erstes auffällt, ist die Gestaltung des Innenraumes ein wesentlicher Punkt bei der Fahrzeugentwicklung. Hierbei wird sowohl auf das Aussehen der einzelnen Elemente geachtet, als auch auf die Haptik und das Zusammenspiel zwischen Material, Form und Farben. Zusätzlich zu diesen vordergründigen Kriterien sind die Bedienbarkeit, die Platzierung von Schaltern, Instrumenten und Bedienelementen, und die Sicherheit der Insassen (Airbag, keine scharfen Kanten, Platzierung der Sicherheitsgurte) wichtige Faktoren zur Bewertung der Funktionalität und eines Wohlgefühls innerhalb eines Fahrzeugs, sowie Entscheidungsfaktoren für den Fahrzeugerwerb. 
Durch neue Designs der Karosserie werden auch neue Anforderungen an den Innenraum gestellt. Beispielsweise führen immer flacher stehende Front- und Heckscheiben zu neuen Aufgabenstellungen einer flächendeckenden Klimatisierung und Belüftung des Innenraumes.
Auch der Geruch und die Recyclingfähigkeit der verwendeten Materialien und Materialmischungen sind wichtige Kriterien bei der Gestaltung und Entwicklung des Innenraumes. Wegen dieser Vielfalt der Anforderungen und Komplexität der verbauten Komponenten ist die Entwicklung eines Innenraumes Aufgabe von spezialisierten Abteilungen innerhalb einer Automobilfirma in Zusammenarbeit mit externen Zulieferern.
Die Zierteile im Fahrzeuginnenraum erfüllen neben ästhetischen Anforderungen auch funktionelle, wie beispielsweise als Stoßleisten eine hohe Widerstandsfähigkeit gegen Stöße und Kratzer. Verwendet werden, je nach Kundenwunsch, sehr unterschiedliche Materialien wie etwa Aluminium, Carbon, Drahtgewebe, Edelholz, Leder, Textilien und verschiedene Kunststoffe.

## Vordersitz

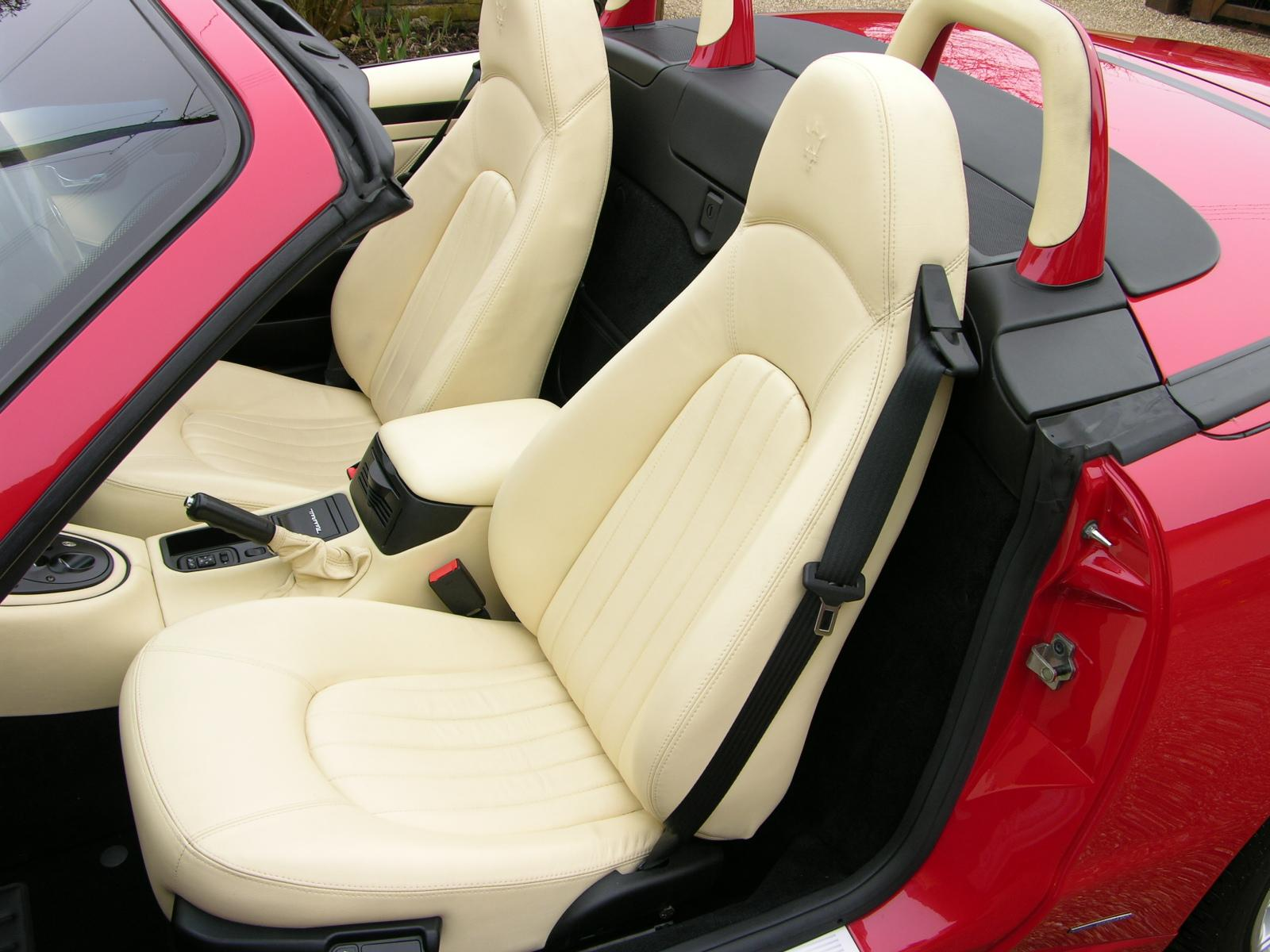
Fahrersitz

### Aufbau
Der Vordersitz ist über meistens zwei Profilschienen aus Stahl formschlüssig mit dem Boden der Fahrgastzelle verbunden. An diesen Profilschienen ist ein Stahlrahmen befestigt der die tragende Funktion für das Sitzpolster und die meistens schwenkbare Sitzlehne übernimmt. Die Lehne selbst besteht ebenfalls aus einem Rahmengestell, welches auch Träger für die Sitzlehne und die Kopfstütze bildet. Das eigentliche Polster für den Sitz und die Lehne besteht aus unterschiedlich harten Schäumen und kann mit diversen Stoff- oder Lederarten oder Kombinationen davon bezogen sein. Für Sportsitze werden im Allgemeinen ein härterer Schaum und stärker konturierte, d. h. dem Körper des Fahrers besser angepasste, Polster verwendet. Für die Kopfstützen wird ein Kunststoffkern benutzt, der mit entsprechendem Schaum und Bezug verkleidet ist. Je nach Fahrzeugtyp sind auch die Sicherheitsgurte (Aufroller und Schlösser) in den Sitz bzw. die Lehne integriert.
Bei mechanisch verstellbaren Sitzen sind alle Bedienungselemente zum Verstellen des Sitzes am Sitz selbst angebracht. Bei elektrisch verstellbaren Sitzen gibt es unterschiedliche Konzepte: Einige Hersteller platzieren die Elemente am Sitz selbst, einige Hersteller bringen die Bedienknöpfe in der Türverkleidung unter und wieder andere finden einen Platz in der Mittelkonsole sinnvoll.

### Funktionen
Je nach Fahrzeugklasse sind mehr oder weniger Funktionen in einem Vordersitz integriert. Bei einem Kleinwagen kann sich dies auf die Längsverstellung, die Lehnenneigungsverstellung und die Einstellung der Kopfstütze beschränken. Folgende weitere Verstellmöglichkeiten und Funktionen können u. a. in einem Sitz verbaut werden: Sitzhöhenverstellung, Sitzneigungsverstellung, Vergrößerung/Verlängerung der Oberschenkelauflage, Lordosenstütze (Unterstützung der Lendenwirbelsäule), Massagefunktion, Klimatisierung (Heizung und Kühlung), Konturanpassung an den Körper (bei sportlicher Fahrweise), aktive Kopfstützen (werden bei einem Unfall automatisch in Richtung Kopf bewegt)...
Zusätzlich können diverse Ablagemöglichkeiten unter dem Sitz angebracht sein. Für die Fondpassagiere können in der Rückenlehne oder der Kopfstütze weitere Funktionen verbaut sein. Hierzu zählen einfache Ablagenetze, Dosenhalter, Klappbretter wie in Flugzeugsitzen oder auch LCD-Monitore für Multimediaanwendungen. Bei Kombis, MPVs oder ähnlichen Fahrzeugen lässt sich die Lehne des Beifahrersitzes meistens ganz umklappen, so dass eine durchgehende Ladefläche bis zur Heckklappe entsteht. Bei manchen Modellen ist auch der einfache Ausbau des Beifahrersitzes möglich, um eine noch größere Ladefläche zu erhalten.